# 沖繩鐵軌道
沖繩鐵軌道是一條計劃中在一小時內連接沖繩縣那霸市與名護市的鐵路。此鐵路路線預計在2020年開始建造。

## 概要
過去沖繩島有連接那霸市那霸站與嘉手納町、與那原町、絲滿市的沖繩縣營鐵道。然而在太平洋战争末期作為軍事用途使用後，由於戰事緊張，該鐵路在1945年3月停止運行，之後在沖繩島戰役中鐵路設施被破壞。戰爭結束之後，因為缺少鐵原料，回收了沖繩鐵路的鐵軌，且道路以及美軍基地的建設導致鐵路用地被切斷，殘餘的鐵軌消失，縣營鐵路的事業實際上中止。二戰結束後於1947年11月，沖繩民政府提出鐵道修復計畫，1948年駐日盟軍總司令對此提出道路轉換推動方針，因此鐵路的修復並未實現。

## 路線規格
標準規格的普通鐵路建設、營運費用高，因此目前列入討論的是屬於小型鐵路的線性電動機列車以及屬於電車-列車系統的輕軌運輸系統方案。

## 路線方案
計劃檢討委員會將那霸與名護間的高度便捷交通網路作為主要框架，在決定路線時，依據人口分布、縣民 / 遊客的旅次調查、路線公車使用率、住宅旅館設施分布、道路交通量、人口密集度以及開發計劃來選定路線。